# Adobe Enhanced Speech
Adobe Enhanced Speech é uma ferramenta online com o uso de inteligência artificial Adobe que visa melhorar significativamente a qualidade de gravações vocais. O objetivo é que a fala abafada, reverberada, com ruídos, de volume baixo e problemas do gênero seja processada e convertida em um nível profissional de estúdio. Os usuários podem fazer upload de arquivos em MP3 ou WAV de até uma hora de duração e 1GB de tamanho no site para a conversão. O processo é feito de forma relativamente rápida, com o usuário ficando livre para ouvir a versão convertida, alternar entre ela e a original e baixá-la. Atualmente em versão beta e gratuita ao público, tem sido usada na restauração de filmes antigos, na produção de podcasts, narrações por pessoas que não tem microfones de qualidade suficientes.
Embora o modelo ainda tenha algumas limitações atuais, como não funcionar de forma completa em outros idiomas que não sejam o inglês, não ser compatível com o canto e problemas ocasionais áudios excessivamente abafados, é considerado eficaz e eficiente em seu propósito. Utilizando algoritmos avançados de aprendizado de máquina para distinguir entre fala e sons de fundo, ele aprimora a qualidade da fala filtrando o ruído, ajustando os níveis de tom e volume e normalizando o áudio. A rede foi treinada em um grande conjunto de dados de amostras de fala de diversas fontes e, em seguida, ajustada para otimizar a saída.